# 黒部・東地区コミュニティバス

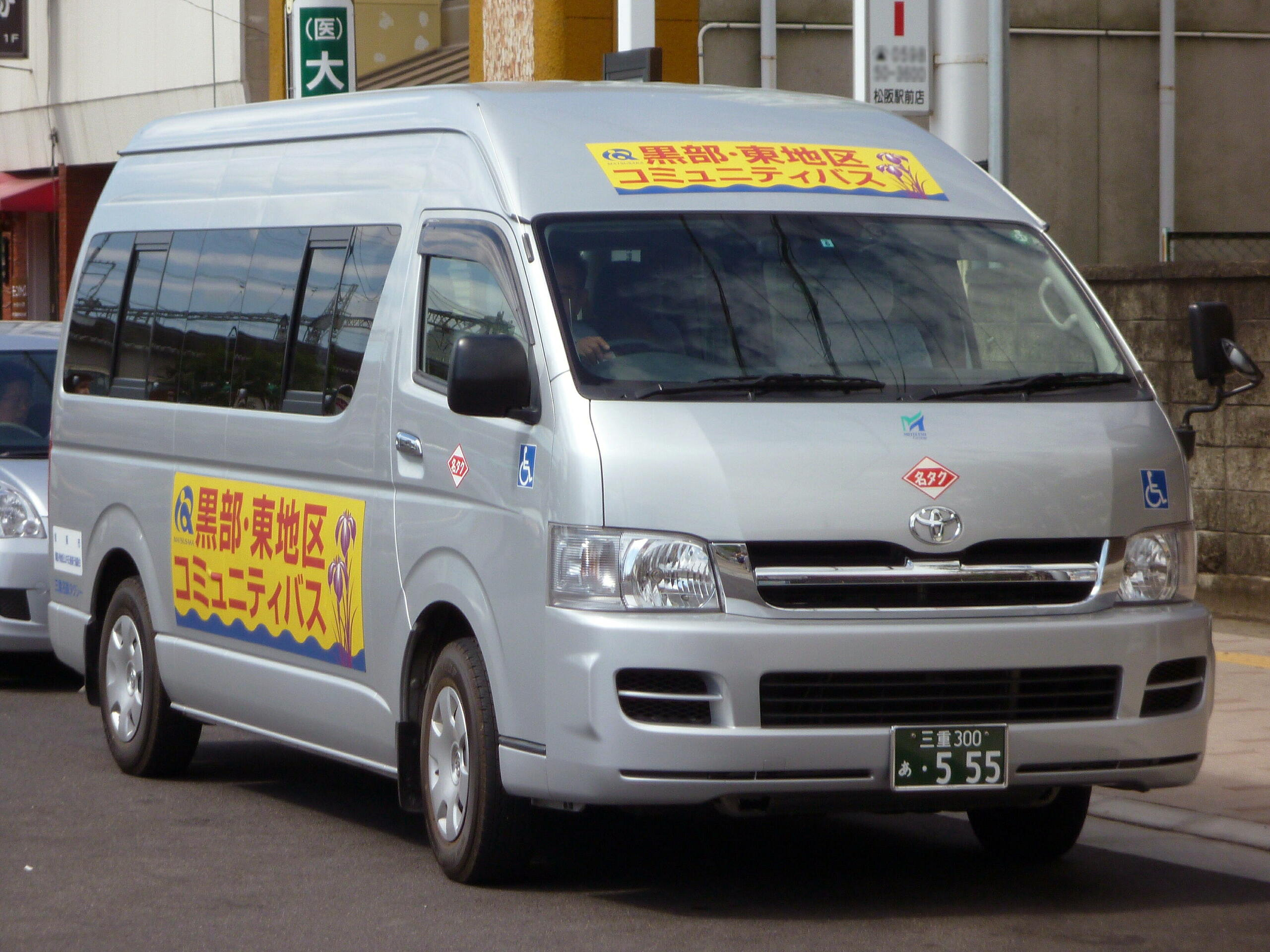
黒部・東地区コミュニティバス

黒部・東地区コミュニティバス（くろべ・ひがしちくコミュニティバス）は、三重県松阪市のコミュニティバスである。三重名鉄タクシーに委託して運行されている。

## 概要
2006年（平成18年）7月10日運行開始。
かつて、ほぼ同ルートで三重交通バス（61系統：松阪駅前 - 出間 - 前野）が運行されていた。

## 現行路線
- 近鉄山田線 松阪駅 - 清生 - 西黒部地区市民センター - JAくろべ - 東黒部地区市民センター - 出間
  - 2011年（平成23年）7月1日現在、松阪駅前・出間発ともに6本が運行されている。なお、土曜・日曜・祝日および年末年始（12月30日から翌年1月4日）は運休となる[1]。

## 車両
- トヨタ・ハイエース

※ 車椅子対応（1人まで、要事前予約）